# 2017년 K3리그 베이직
K3리그 베이직 2017은 K3리그 베이직의 첫 번째 시즌이다. K3리그 2016에서 강등된 8팀과 신설된 부산 FC와 평택 시민축구단의 총 9팀이 리그에 참가한다. 영광 FC는 이번 시즌 불참했다.
18라운드를 치러 리그 1위팀과 2위부터 5위까지 팀이 참여하는 승격 플레이오프의 승자가 K3리그 어드밴스로 승격한다.

## 2017 시즌 참가팀
| 평창 FC 부산 FC 부여 FC                                                                    |
| 고양 시민축구단 서울 유나이티드 FC 의정부 서울 중랑 축구단 시흥 시민축구단 평택 시민축구단 |

| 클럽               | 연고지    | 홈구장                           | 가입년도 |
| ------------------ | --------- | -------------------------------- | -------- |
| FC 의정부          | 의정부    | 의정부종합운동장                 | 2014년   |
| 평창 FC            | 평창      | 평창스타디움                     | 2008년   |
| 중랑 코러스 무스탕 | 서울 중랑 | 중랑구립잔디운동장               | 2012년   |
| 서울 유나이티드    | 서울 노원 | 마들스타디움                     | 2007년   |
| 고양 시민축구단    | 고양      | 고양종합운동장                   | 2008년   |
| 부여 FC            | 부여      | 부여종합운동장                   | 2016년   |
| 시흥 시민축구단    | 시흥      | 정왕동체육공원                   | 2016년   |
| 부산 FC            | 부산      | 부산아시아드주경기장 보조 경기장 | 2017년   |
| 평택 시민축구단    | 평택      | 소사벌레포츠타운                 | 2017년   |

## 정규리그 순위
| 순위 | 팀                 | 경기 | 승 | 무 | 패 | 득 | 실 | 차  | 승점 | 참가 자격 및 강등    |
| ---- | ------------------ | ---- | -- | -- | -- | -- | -- | --- | ---- | -------------------- |
| 1    | 중랑 코러스 무스탕 | 16   | 12 | 4  | 0  | 43 | 12 | +31 | 40   | K3리그 어드밴스 2018 |
| 2    | 시흥시민           | 16   | 13 | 0  | 3  | 32 | 17 | +15 | 39   | 승격 플레이오프      |
| 3    | 평택 시민          | 16   | 8  | 3  | 5  | 38 | 26 | +12 | 27   | 승격 플레이오프      |
| 4    | 부여 FC            | 16   | 8  | 3  | 5  | 23 | 18 | +5  | 27   | 승격 플레이오프      |
| 5    | FC 의정부          | 16   | 8  | 0  | 8  | 35 | 25 | +10 | 24   | 승격 플레이오프      |
| 6    | 부산 FC            | 16   | 6  | 3  | 7  | 34 | 35 | -1  | 21   |                      |
| 7    | 평창 FC            | 16   | 5  | 3  | 8  | 27 | 29 | -2  | 18   |                      |
| 8    | 고양시민           | 16   | 2  | 2  | 12 | 16 | 41 | -25 | 8    |                      |
| 9    | 서울 유나이티드    | 16   | 0  | 2  | 14 | 19 | 64 | -45 | 2    |                      |

* 마지막 업데이트 : 2017년 10월 15일
* 출처 : http://data.7m.cn/matches_data/680/kr/standing.shtml ]
* 순위 결정방식 : 
1) 승점; 2) 골 득실차; 3) 득점 수.
* (C) = 우승; (R) = 강등; (P) = 승격; (O) = 플레이오프 승리; (A) = 다음 라운드 진출 
* 시즌이 끝나지 않은 경우만 사용되는 표시: 
(Q) = 대항전 진출 자격이 됨; (TQ) = 대항전 진출 자격이 됐으나 진출할 라운드가 정해지지 않음; (RQ) = 강등 결정전 진출 자격이 됨; (DQ) = 대항전 진출 자격을 잃음.

## 같이 보기
- 2017년 대한민국 클럽축구

 1부 K리그 클래식 2017
 2부 K리그 챌린지 2017
 3부 내셔널리그 2017
 4부 K3리그 어드밴스 2017
 5부 K3리그 베이직 2017
 6부 디비전7리그 2017
 FA컵 FA컵 2017
- K3리그 관련 문서

 리그 K3리그 (어드밴스 / 베이직)
 주관 대한축구협회
 컵 대회 대한민국 FA컵
틀:K3리그 베이직